# Ryszard I Drengot
Ryszard I Drengot (? - 1078), hrabia Aversy w latach 1049–1078 i książę Kapui w okresie od 1058 do 1078.

## Życiorys
Syn Asclettina, hrabiego Acerenzy. Jego wujem był Rainulf Drengot, normański rycerz który przybył do południowej Italii w 1017 roku i założył pierwsze Normańskie księstwo w 1030 roku, otrzymując hrabstwo Aversy z rąk Sergiusza IV, księcia Neapolu. 
Ryszard w młodości był postrzegany jako zagrożenie dla hrabiego Aversy Rainulfa Tricanocte, więc zaciągnął się do wojsk Humphreya Hauteville, brata księcia Apulii Droga Hauteville'a. Mimo odnoszonych sukcesów, knowania Trincanocte doprowadziły do uwięzienia Ryszarda. Z więzienia został uwolniony dopiero po jego śmierci i został w 1048 regentem małoletniego Hermana, syna Trincanocte. W 1059 podczas synodu w Melfi papież Mikołaj II nadał Ryszardowi tytuł księcia Kapui jako wasalowi Rzymu.

## W kulturze
W serii gier wideo Crusader Kings jednym z grywalnych władców jest Richard Drengot, przedstawiony jako książę Kapui.